# Ingrid Köhlberg
Ingrid Helena Köhlberg, född 20 juni 1903 i Stockholm, död 27 januari 1973 i Arlöv, var en svensk skulptör.
Hon var dotter till dr. Rudolf Köhlberg och Helena Malmros och från 1946 gift med ämnesläraren Hugo Nilsson. Köhlberg studerade vid Konsthögskolan i Stockholm 1923-1929 där hon sistnämnda år tilldelades kanslermedaljen. Hon medverkade i utställningar med Sveriges allmänna konstförening och Liljevalchs höstsalonger och med Föreningen Svenska Konstnärinnors utställningar i Eskilstuna och Karlstad. 